# Кисогава (Аичи)
Варош Кисогава (јап. 木曽川町) (Kisogawa-chō) је варош у Јапану у префектури Аичи, области Хагури. Према попису становништва из 2003. у вароши је живело 31.684 становника.

## Историја
1. априла 2005. године, Кисогава, заједно са градом Бисај, је спојена у проширен град Ичиномија. 

## Становништво
Према подацима са пописа, у граду је 2003. године живело 31.684 становника, а густина насељености је била 3.331,65 становника на km².